# Lajos Gogolák
Lájos Gogolák (18. března 1910 Bratislava – 22. září 1987 Vídeň) byl maďárský historik. V období mezi dvěma světovými válkami žil na Slovensku, později v roce 1956 emigroval do Rakouska, kde se stal profesorem slovenských dějin na Vídeňské univerzitě.

## Dílo
- Csehszlovákia. Budapešť 1935.
- Pánszlávizmus. Budapešť 1940
- Magyarok és délszlávok. (Maďaři a jižní Slované) Budapešť 1940.
- Szlovák irodalomtörténetek – magyar szerzőktől. (Slovenské literární historky od maďarských autorů) Budapešť 1943.
- Mocsáry Lajos és a nemzetiségi kérdés (Mocsáry Lajos a národnostní otázka) Budapešť 1943.
- Beiträge zur Geschichte des slowakischen Volkes 1-3. Mnichov 1963-1972.
- Volk, Nation und Staat im pannonischen Raum vom XVIII. bis zum XIX. Jahrhundert. Eisenstadt 1973.